# 本間美術館
本間美術館（ほんまびじゅつかん、Homma Museum of Art）は、山形県庄内地方の大地主であった本間家が収集した品を保管、展示する山形県の登録博物館。運営は、公益財団法人本間美術館。収集品を展示する美術館としてのみならず、京風の純和風建築「清遠閣」、庭園「鶴舞園」による庭園美術館としての性質も持つ。庭園の片隅にある窯では、民芸品である本間焼が造られている。

## 概要
1947年5月、戦後初の私立美術館として本間家別荘の木造二階建ての建物と19,800平方メートルの庭園の開放を受け開館する、運営は本間家の係累のほか、地元の有志らによって立ち上げられた「酒田美術協会」が担い、初代館長には日本刀研究の第一人者として知られる本間順治が就任した。
1965年には財団法人化され、酒田美術協会は美術館の後援団体となった。1968年には創立20周年記念事業の一環として庭園内に建設した伊藤喜三郎の設計による新館がオープンしている。
収蔵品は本間家が代々受け継ぎ、充実させてきた美術工芸品を主としている。本間家では、奢侈を戒め、質素倹約に努めることを家訓とし歴代当主も遵守してきたことから、収蔵品はおしなべて質実剛健である。家伝品以外では、本間順治の弟で第2代館長を務めた本間祐介によって収蔵品に加えられた円山応挙の「鼬図」が館を代表する展示品として親しまれている。

## 沿革
- 1813年 - 本間家4代当主である本間光道が別荘として清遠閣を築造。以後、庄内藩主の立ち寄り所としても機能する。
- 1925年 - 清遠閣が皇太子（後の昭和天皇）の行啓を仰ぐ。
- 1946年 - 農地改革の断行によって本間家は所有していた土地の大半を失う。
- 1947年 - 別荘と庭園を私設美術館として開放した。
- 1965年 - 本間美術館が財団法人化され、本間順治が初代理事長に就任。
- 1968年 - 新館が落成。
- 2012年 - 国が庭園「鶴舞園」を名勝に指定。
- 2013年 - 本間美術館が公益財団法人化される。

## 創立者
創立者の本間祐介（1907-1983）は、日本一の豪商と謳われた本間家７代当主・本間光輝の孫で、初代館長・本間順治の弟。酒田中学校卒業後、二松学舎専門学校へ進学したが中退し、帰郷後庄内竿を製作する釣り具店を経営。戦後、本間家の後見人として農地解放や遺産相続などに奔走し、昭和22年、敗戦により自信をなくした市民に日本の良さを知ってもらい、自信を回復させることが文化人の任務と考えて本間美術館を創立した。本間物産社長のほか、日本博物館協会理事、日本美術刀剣保存協会評議員、荘内育英会長、県文化財専門委員などを務め、1955年（昭和30年）に斎藤茂吉文化賞を受賞。

## 文化財
| 鶴舞園（かくぶえん） |  | 酒田の迎賓館と称された清遠閣 |
| 鶴舞園（かくぶえん） |  | 酒田の迎賓館と称された清遠閣 |

重要文化財
- 伊勢物語（伝民部卿局筆本）
- 市河文書 147通 - 中世後期の信濃国高井郡の国衆・江戸時代の上杉家家臣市河氏に伝来した文書群。市河家文書は近代に散逸し、本間美術館に147点が所蔵されるほか、山梨県立博物館には91点（釧路市の個人旧蔵分）が所蔵される。
- 藤原定家筆消息（十月八日）
- 蒔絵二重短刀箱（東京国立博物館に寄託）

名勝
- 本間氏別邸庭園（鶴舞園）

## アクセス
- JR酒田駅から徒歩5分